# Drusenküppel
Der Drusenküppel ist eine mittelalterliche Turmhügelburg (Motte) etwa 300 Meter östlich von Wehrheim-Obernhain im Hochtaunuskreis. Auch wenn die Anlage in den Höhen des Taunus liegt, so ergibt sich aus der kleintopographischen Lage die Einstufung als Niederungsburg. Sie liegt in einer Senke, umgeben von einem feuchten Wiesengrund. Der heute ca. 5 Meter hohe Erdhügel weist eine runde Form auf, bei einem Durchmesser von etwa 12 Metern. Ein drei bis vier Meter breiter Graben mit Erdwall ist vorgelagert. Insgesamt misst die Anlage etwa 40 Meter im Durchmesser. Heute findet sich hier eine Baumgruppe. Diese ist als Naturdenkmal ausgewiesen.

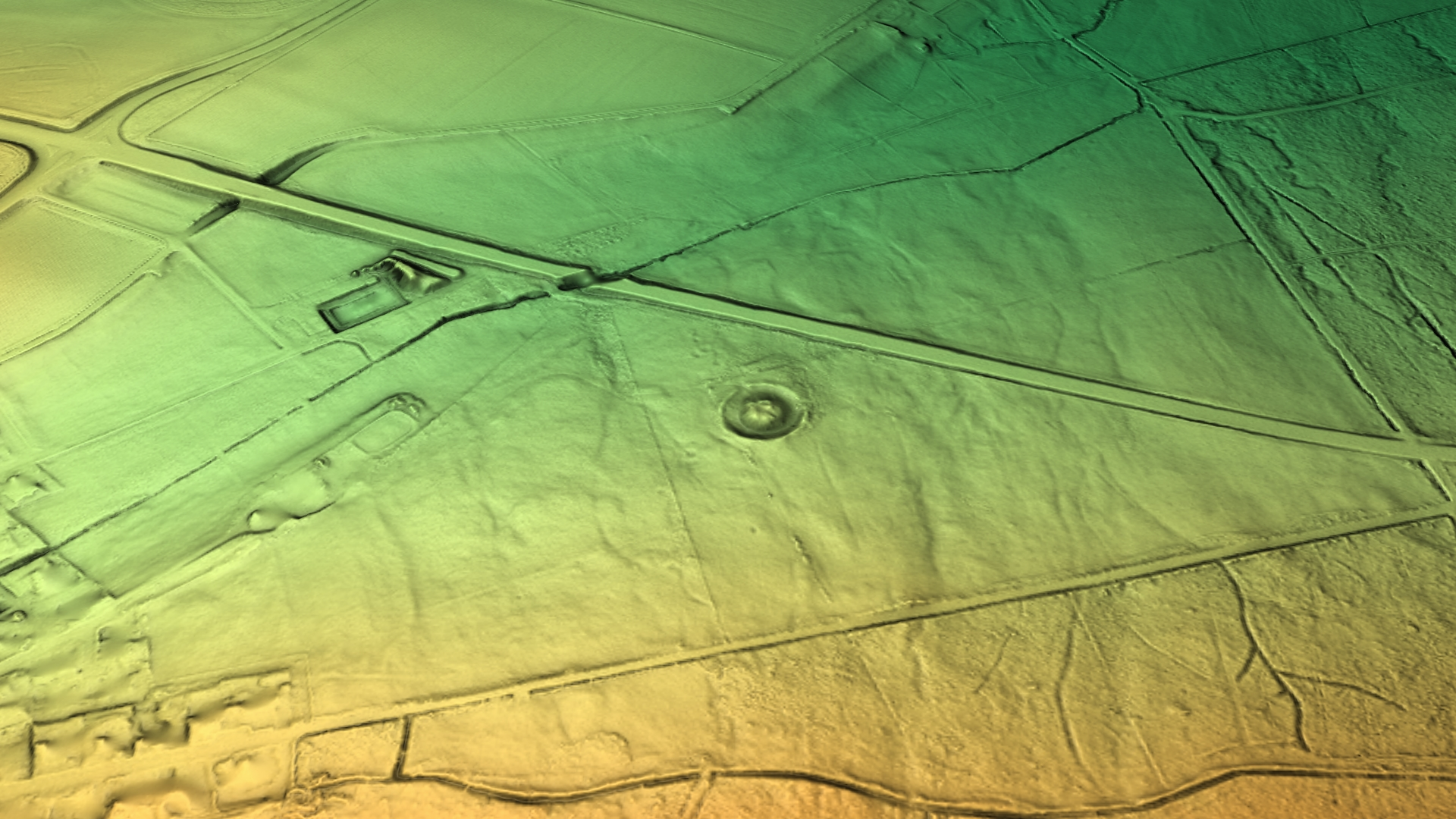
3D-Ansicht des digitalen Geländemodells

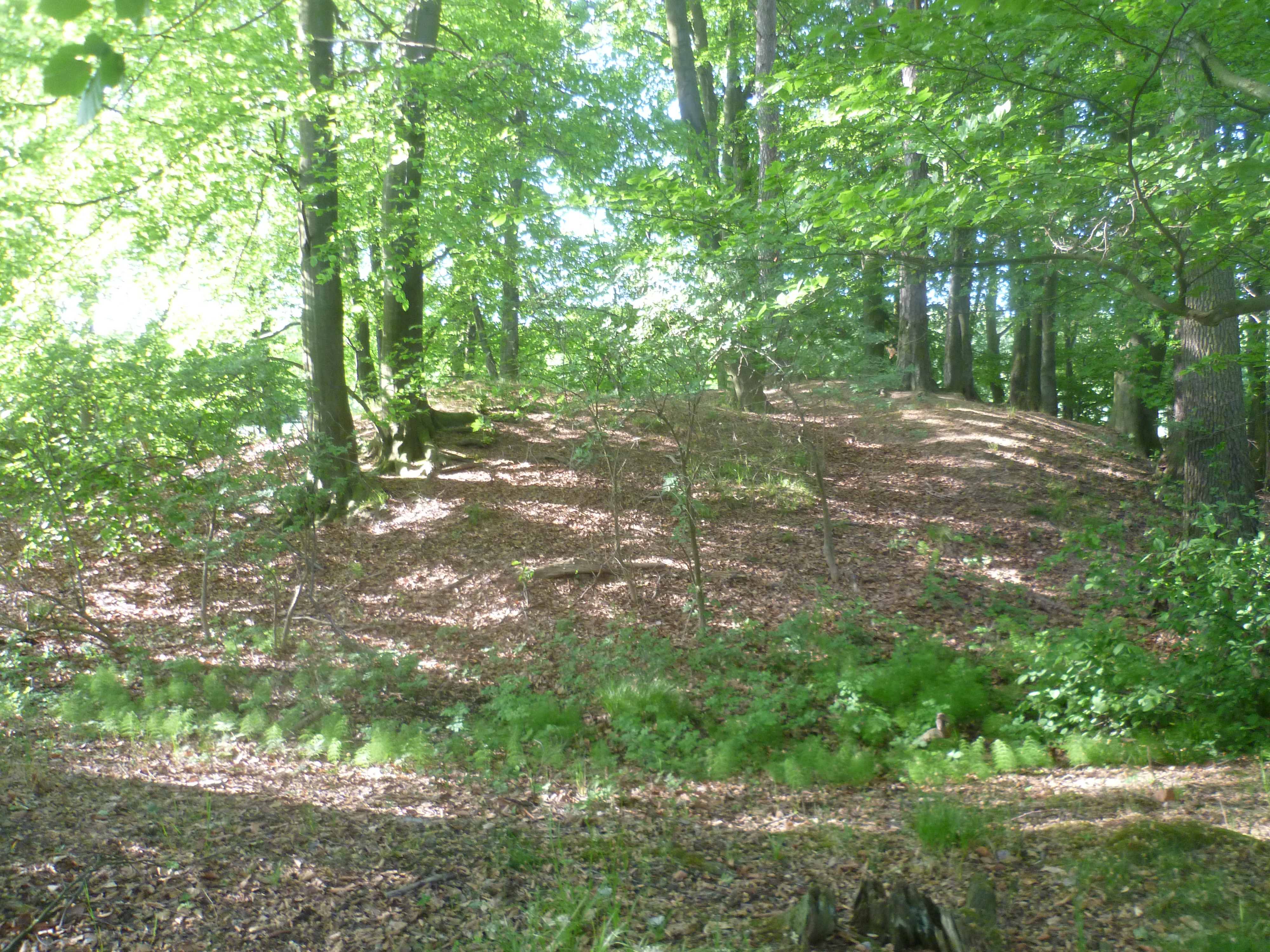
Blick auf die Wallanlagen

Ausgrabungen von August von Cohausen (1871), Louis Jacobi (1895) und Heinrich Jacobi (1913) ergaben, dass die Burg keine Steinmauern besaß. Nur wenige hochmittelalterliche Fundstücke wurden geborgen und sind heute in der Saalburg ausgestellt. In unmittelbarer Umgebung finden sich Zeichen von Eisenverhüttung und Schlackenhalden, so dass anzunehmen ist, dass der Drusenküppel im Zusammenhang mit mittelalterlicher Eisengewinnung steht. Zu vergleichen ist die Anlage mit der Alten Schanz bei Heidenrod-Zorn.

## Denkmalschutz
Der Bereich der Anlage ist ein Bodendenkmal nach dem Hessischen Denkmalschutzgesetz. Nachforschungen und gezieltes Sammeln von Funden sind genehmigungspflichtig, und Zufallsfunde sind an die Denkmalbehörden zu melden.